# Уэлсли, Кристиан Артур, 4-й граф Коули
Лейтенант Кристиан Артур Уэлсли, 4-й граф Коули, известный под именем Артур Уэлсли (англ. Christian Arthur Wellesley, 4th Earl Cowley; 25 декабря 1890 — 29 августа 1962) — английский аристократ и актёр. Он носил титул учтивости — виконт Данган с 1895 по 1919 год.

## Ранняя жизнь
Родился 25 декабря 1890 года. Старший сын Генри Уэлсли, 3-го графа Коули (1866—1919), и его первой жены леди Вайолет Невилл (1866—1910). Его родители развелись в 1897 году, после чего его мать вышла замуж за полковника Роберта Эдварда Миддлтона в 1898 году. От второго брака матери он был старшим сводным братом Идины Джоан Миддлтон (жены 3-го барона Эшкомб), Ририда Миддлтона (который женился на леди Мэри Петти-Фицморис, сестре 8-го маркиза Лэнсдауна) и Томаса Фоулка Миддлтона. От второго брака его отца с леди Хартопп (урожденной достопочтенной Миллисент Уилсон, бывшей женой сэра Чарльза Хартоппа, бакалавра и дочери лорда Нанбернхолма), у него было ещё два сводных брата и сестры: леди Диана Уэлсли (жена 2-го барона Гленторана) и леди Сесилия Уэлсли. От третьего брака его отца с Клэр (урожденной Стэплтон) Бакстон (бывшей женой Джеффри Бакстона из Данстон-холла и дочерью сэра Фрэнсиса Стэплтона, баронета) у него был младший сводный брат, достопочтенный Генри Уэлсли.
Его бабушкой и дедушкой по отцовской линии были Уильям Уэлсли, 2-й граф Коули (1834—1895), и Эмили Гвендолин Пирс-Уильямс (дочь члена парламента Томаса Пирса Уильямса от Грейт-Марлоу). Его бабушкой и дедушкой по материнской линии были Уильям Невилл, 1-й маркиз Абергавенни, и Кэролайн Ванден-Бемпде-Джонстон (дочь сэра Джона Ванден-Бемпде-Джонстона, 2-го баронета).

## Карьера
Он получил образование в Королевской военной академии в Сандхерсте. Он получил звание лейтенанта 5-го уланского полка и был офицером артиллерии во время Первой мировой войны . Когда его «отец отказался выплачивать ему какое-либо пособие, он обнаружил, что не может идти в ногу с другими офицерами, получающими зарплату в армии, и подал в отставку».
После смерти своего отца 15 января 1919 года он стал 5-м бароном Коули Уэлсли, 4-м виконтом Данганом и 4-м графом Коули.

## Актёрская карьера
Затем Уэлсли проработал несколько недель водителем такси, прежде чем стать «работником покрасочной комнаты в лондонской оперной труппе Куинлана. Оттуда он пошел в театр Гейети в качестве хориста с труппой Джорджа Эдварда».
Известный на сцене как Артур Уэлсли, он играл видные роли в Лондоне в спектаклях «Готтентот» в Королевском театре в Лондоне, «Бетти» и «Падшие ангелы», а когда-то был ведущим актёром вместе с Таллулой Бэнкхед. Он встретил свою первую жену во время игры в фильме «Девушка из фильма».

## Личная жизнь
24 февраля 1914 года виконт Данган женился на Мэй Жозефине Калликотт (? — 3 июня 1946), бывшей нью-йоркской танцовщице, известной как Мэй Пикард, в соборе Святого Патрика в Нью-Йорке. Во время его свадьбы сообщалось, что «лорд Данган был брошен на произвол судьбы своим отцом несколько лет назад, но до сих пор или, по крайней мере, находился до того момента, когда женился на американской танцовщице, в благосклонности своих тети и дяди, богатых лорда и леди Хайт. Леди Хайт была сестрой матери лорда Дангана». До развода в 1933 году они были родителями:
- Майкл Уэлсли, виконт Даган (24 мая 1915 — 13 февраля 1922), умерший молодым[1].
- Леди Патрисия Мэри Энн Уэлсли (19 февраля 1918 — 28 августа 1944), служившая в женской Королевской военно-морской службе во время Второй мировой войны[14].
- Дэнис Артур Уэлсли, 5-й граф Коули (25 декабря 1921 — 23 марта 1968), который в 1944 году женился на Элизабет Папийон, дочери Пелхэма Папийона. Они развелись в 1950 году и женились на Аннетт О’Хара, дочери майора Джеймса Дж. О’Хара, в 1950 году. После её смерти в 1961 году он женился на Джанет Элизабет Айяр, дочери Рамии Айяра[15].
- Леди Коллин Уэлсли (21 марта 1925 — 31 января 2003)[16], в 1945 году вышедшая замуж за доктора Пола Хэнлона, сына Эдварда Ф. Хэнлона[15].

18 июня 1933 года, на следующий день после развода с первой женой, он женился на Мэри Элси (урожденной Мэй) Хаймс. Их венчал преподобны Брюстер Адамс, баптистский священник, в доме Гарри Аткинсона, адвоката лорда Коули. Его новая жена, с которой он познакомился, когда «она работала девочкой по проверке шляп в придорожном доме недалеко от Рино», развелась с Джозефом Т. Хаймсом из Сан-Франциско за три недели до их свадьбы. Вместе они были родителями:
- Гаррет Грэм Уэлсли, 7-й граф Коули (30 июня 1934 — 17 июня 2016)[18] , который женился на Элизабет Сюзанне Леннон, дочери Хейса Леннона, в 1960 году. Они развелись в 1966 году, и он женился на Изабель О’Бреди в 1968 году. Они развелись в 1981 году, и он женился на Пейдж Деминг, дочери Джозефа Гроува Деминга, в 1981 году. После её смерти в 2008 году он женился на Кэроле Мэрион Эрскин-Хилл, дочери сэра Роберта Эрскин-Хилла, 2-го баронета, в 2012 году.
- Достопочтенный Брайан Тимоти Уэлсли (род. 28 февраля 1938)[15].

В 1935 году лесной пожар, бушующий в предгорьях Сьерра-Невады, угрожал дому-ранчо лорда Коули, известному как ранчо Уэлсли, в Лейквью, примерно в пяти милях к северу от Карсон-Сити, штат Невада.
Его первая жена умерла в Лондоне 5 июня 1946 года . Он умер 29 августа 1962 года. После его смерти титулы ему унаследовал его старший сын Дэнис. После смерти 5-го графа в 1968 году графство унаследовал его сын Ричард. Поскольку Ричард умер, не оставив потомства мужского пола, графство перешло к второму сыну 4-го графа, Гаррету, которому наследовал его сын Грэм, 8-й и нынешний граф Коули.